# Vidas
Vidas ist ein litauischer männlicher Vorname.
Es handelt sich um eine verselbstständigte Kurzform von Vidmantas.

## Varianten
- Diminutiv: Vidutis
- weibliche Variante: Vida

## Bekannte Namensträger
- Vidas Alunderis (* 1979), Fußballspieler
- Vidas Blekaitis (* 1972), Strongman
- Vidas Mikalauskas (* 1955),  Politiker, Bürgermeister von Varėna und Seimas-Mitglied